# Englertshofen
Englertshofen ist ein Weiler und ein Gemeindeteil von Egenhofen im oberbayerischen Landkreis Fürstenfeldbruck.

## Geografie
Der Ort liegt circa zwei Kilometer östlich von Unterschweinbach und einen Kilometer nördlich von Pischertshofen, wo die Kreisstraße FFB 1 durchführt.

## Geschichte
Am 1. Mai 1978 wurde Englertshofen als Ortsteil der ehemals selbständigen Gemeinde Aufkirchen nach Egenhofen eingegliedert.

## Baudenkmäler
- St. Ulrich (Englertshofen)

## Bodendenkmäler
Siehe: Liste der Bodendenkmäler in Egenhofen
- Katholische Filialkirche St. Ulrich